# St Hilda's College
Il St Hilda's College è uno dei collegi costituenti l'Università di Oxford. Fondato nel 1893, ha ospitato solo studentesse fino al 2006, quando fu aperto anche agli studenti maschi. Al momento vi sono sia studenti dei corsi di laurea undergraduate che dei corsi postgraduate (equivalente alla Laurea Magistrale italiana), di entrambi i sessi. È situato ad est rispetto al centro della città, sul fiume Cherwell, e ha il vantaggio, rispetto ad altri college dell'università, di trovarsi vicino alla zona Cowley, perno studentesco rinomata per i suoi bar ed il suo stile eclettico, ben diverso dal resto della città.
Il Principal (direttore) attuale del college è la Professoressa Sarah Springman, in precedenza professore e rettore all'ETH di Zurigo.

## Presidi
| Nome                             | Nascita          | Morte             | Periodo come preside | Note  |
| -------------------------------- | ---------------- | ----------------- | -------------------- | ----- |
| Esther Elizabeth Burrows         | 18 October 1847  | 20 February 1935  | 1893–1910            | [ 1 ] |
| Christine Mary Elizabeth Burrows | 4 January 1872   | 10 September 1959 | 1910–1919            | [ 1 ] |
| Winifred Moberly                 | 1 April 1875     | 6 April 1928      | 1919–1928            | [ 2 ] |
| Julia de Lacy Mann               | 22 August 1891   | 23 May 1985       | 1928–1955            | [ 3 ] |
| Kathleen Major                   | 10 April 1906    | 19 December 2000  | 1955–1965            | [ 3 ] |
| Mary Bennett                     | 9 January 1913   | 1 November 2005   | 1965–1980            |       |
| Mary Moore                       | 8 April 1930     | 6 October 2017    | 1980–1990            | [ 3 ] |
| Elizabeth Llewellyn-Smith        | 17 August 1934   |                   | 1990–2001            | [ 4 ] |
| Judith English                   | 1 March 1940     |                   | 2001–2007            | [ 4 ] |
| Sheila Forbes                    | 31 December 1946 |                   | 2007–2014            |       |
| Gordon Duff                      | 27 December 1947 |                   | 2014–2021            |       |
| Georgina Paul (acting)           |                  |                   | 2021–2022            | [ 5 ] |
| Sarah Springman                  | 26 December 1956 |                   | 2022–date            |       |